# Live at the BBC
Live at the BBC (с англ. — «Вживую на Би-Би-Си») — альбом-сборник, изданный в 1994 году, на котором представлены выступления группы The Beatles во время различных радиопрограмм, передаваемых британской радиостанцией BBC Light Programme, входящей в корпорацию BBC, в период с 1963 по 1965 годы. Альбом записан в монофоническом звучании, доступен во многих форматах, чаще всего как комплект из двух CD-дисков. Альбом содержит 56 песен и 13 треков с диалогами; 30 песен, представленных на альбоме, до того никогда не издавались в записи The Beatles. Альбом является первым официальным изданием записей The Beatles с до того не выпускавшимися «живыми» записями выступлений группы после выпуска в 1977 альбома The Beatles at the Hollywood Bowl, и первым, включающим в себя до того не выпускавшиеся песни, после выпуска в 1970 альбома Let It Be.
Хотя песни были записаны заранее, перед передачами по радио, что позволяло делать дубли или наложения, это по существу именно «живые выступления в студии». Большинство песен являются кавер-версиями песен конца 1950-х и начала 1960-х годов, показывая тот набор песен, с которым группа выступала до наступления «битломании».
До выпуска этого альбома полная коллекция выступлений The Beatles на BBC была доступна только на бутлег-изданиях.

## История создания альбома

### Запись
The Beatles выступали в 52 программах радио BBC, начиная с появления в одной из программ серии Teenager’s Turn — Here We Go, записанной 7 марта 1962, и заканчивая специальной передачей The Beatles Invite You to Take a Ticket to Ride (с англ. — «Битлз приглашают вас получить билет на путешествие»; имеется в виду их песня «Ticket to Ride»), записанной 26 мая 1965 и прозвучавшей в эфире 6 июня 1965. 47 их выступлений на BBC были в 1963 и 1964 годах, включая 10 в программах Saturday Club и 15 в их собственной серии передач Pop Go The Beatles, которая началась в июне 1963. Поскольку к этому времени у The Beatles ещё не набралось достаточного количества их собственных песен, в большинстве их выступлениях на BBC они исполняли кавер-версии популярных песен других авторов, что позволяло услышать то, что они исполняли на своих выступлениях в ранний период — в Ливерпуле, Гамбурге и пр., до выпуска их первых альбомов и начала «битломании». Всего в эфире (если считать «выступлением» исполнение одной песни) прозвучало 275 выступлений с исполнением 88 различных песен (некоторые песни передавались по несколько раз), из которых 36 песен никогда не издавались на студийных альбомах группы.
Некоторые из программ шли в эфир «вживую», но большинство были записаны на радио-студии BBC за несколько дней (изредка — недель) до даты трансляции передачи. Оборудование в студии BBC было не настолько современным, как на студии Abbey Road, позволяло делать только однодорожечную монофоническую запись и самое элементарное наложение; поскольку время на запись было ограничено, можно было сделать только несколько дублей. На BBC также не было принято в обязательном порядке сохранять в архиве плёнки с сессиями звукозаписи или окончательно смонтированные для передачи мастер-плёнки — для экономии места и из-за контрактных ограничений.

### Более ранние издания и другие публикации записей
Первой подборкой записей выступлений The Beatles в радиопрограммах BBC был бутлег-альбом Yellow Matter Custard, появившийся в 1971, содержавший 14 песен, которые были, вероятно, записями радиопередач во время их трансляции, сделанными кем-то дома. Ещё несколько записей выступлений The Beatles на BBC с подобным же «жёстким» звуком появлялись на других бутлег-сборниках в последующие годы. Затем в 1980 году был издан бутлег-альбом The Beatles Broadcasts, содержавший 18 песен, исполненных The Beatles на BBC, с очень хорошим качеством звука.
Чтобы отметить 20-ю годовщину первого появления The Beatles в радиопрограммах, BBC (имевшая среди слушателей в том числе и прозвище «the Beeb») в 1982 году выпустило в эфир специальную двухчасовую передачу «The Beatles at the Beeb», представляющую собой смесь выступлений группы на радио в 1960-х и их интервью (передача была расширена до трёх часов, когда передавалась на другие страны). Более полная серия под названием The Beeb’s Lost Beatles Tapes в виде 14 получасовых передач вышла в эфир на радиостанции BBC Radio 1 в 1988. При подборе материала для этой серии было найдено только небольшое число оригинальных плёнок с записями для радиопередач BBC первой половины 1960-х; весь остальной материал был переписан с виниловых дисков с записями программ, которые тогда же в 1960-х изготовлял Департамент Транскрипции (Transcription Department) BBC для распространения по радиостанциям BBC по всему миру.
Примерно в это же время появилась бутлег-серия из 13 альбомов под названием The Beatles at the Beeb, в которой были опубликованы многие до того не бывшие доступными записи выступлений The Beatles на BBC. Ещё более впечатляющим был выпуск в 1993 бокс-сета The Complete BBC Sessions; бокс-сет был выпущен лейблом Great Dane в Италии, где не действовала защита авторских прав на радиопередачи; в бокс-сет вошли записи 44 из 52 выступлений The Beatles на BBC, в том числе многие радиопередачи полностью.

### Подготовка и выпуск альбома
Выпустить официальный альбом записей The Beatles для BBC было запланировано ещё в 1989, и в материалах BBC в конце 1991 года сообщалось, что «EMI готовит альбом». Чтобы дополнить архив, который он создал для серии радиопередач The Beeb’s Lost Beatles Tapes, радио-продюсер BBC Кевин Хаулетт (англ. Kevin Howlett) искал дополнительные источники, где могли быть записи The Beatles для BBC, — как, например, плёнки, оставшиеся у людей, которые в 1960-х принимали участие в записях при подготовке этих передач; также, после серии передач The Beeb’s Lost Beatles Tapes, с ним на контакт выходили люди, сообщавшие ему об имеющихся у них сделанных дома записях радиопередач, от которых студийных плёнок (или их копий на виниловых дисках) не осталось совсем. Оставшиеся пробелы были заполнены записями, взятыми из доступных бутлегов.
Из всех имеющихся на тот момент доступных записей отбор для альбома Live at the BBC проделал многолетний продюсер и звукорежиссёр The Beatles Джордж Мартин. Критериями отбора Мартин взял как качество звука, так и качество исполнения группой на записи. Особый интерес представляли 36 песен, никогда до того не публиковавшихся в официальных изданиях записей The Beatles; 30 из них были отобраны для альбома. Три из шести не отобранных для альбома были записями 1962 года (ни одна из записей 1962 года не соответствовала критериям качества для коммерческого издания): песня Роя Орбисона «Dream Baby (How Long Must I Dream)», аранжировка песни The Coasters «Bésame Mucho» и песня певца Джо Брауна (Joe Brown) «A Picture of You» — все с Питом Бестом на барабанах. Две другие, записанные в начале 1963, были отвергнуты также из-за низкокачественного звука: песня Стивена Фостера «Beautiful Dreamer» и песня Чака Берри «I’m Talking About You». Не вполне ясна причина, по которой в альбом не вошла ещё одна песня, «Lend Me Your Comb» (автор — Карл Перкинс), записанная в июле 1963, — качество звука было очень хорошим; были предположения, что это было сделано для включения её в более позднее издание; и действительно — песня была издана в следующем году на альбоме Anthology 1.
В отобранные для альбома треки вошла песня «I’ll Be on My Way» — единственная композиция Леннона и Маккартни из записанных для BBC, для которой нет студийной версии. Баллада в стиле Бадди Холли была первым из их сочинений, «отброшенным в сторону» без попыток со стороны The Beatles записать её для своих альбомов или синглов. Песня была отдана Билли Дж. Крамеру, другому артисту, менеджером которого также был Брайан Эпстайн, чтобы Крамер записал её на студии для лейбла Parlophone, который выпустил эту запись в Великобритании как сторону «Б» сингла, где на стороне «А» была кавер-версия песни The Beatles «Do You Want to Know a Secret». Также в альбом вошла кавер-версия песни «Clarabella», написанной и записанной группой The Jodimars, созданной бывшими участниками группы «Bill Haley & His Comets» (с англ. — ««Билл Хейли и его Кометы»»; группа, записавшая «первый настоящий рок-н-ролл» — песню «Rock Around the Clock»).
Всего для альбома было отобрано 56 песен, а также несколько шутливых диалогов между группой и ведущими радиопередач. Звукоинженер студии Abbey Road Питер Мью применил программы для обработки звука на компьютере с целью снижения шума, удаления дефектов записи от осыпания магнитного слоя на плёнках со временем и эквализации (выравнивания в громкости верхних, средних и нижних частот) для получения большего сходства звучания между треками. Полученное в результате обработки звучание было признано в целом более качественным, чем на любых доступных в то время бутлегах, за исключением нескольких треков.
Альбом Live at the BBC был выпущен в свет 30 ноября 1994 в Великобритании (Apple/Parlophone PCSP 726), а 6 декабря 1994 в США (Apple/Capitol CDP 7243-8-31796-2-6). Список треков на задней обложке контейнера для компакт-диска по чьей-то невнимательности содержит слово «Top» в начале названия песни «So How Come (No One Loves Me)»; список был исправлен при переиздании в 2001. Когда в марте 1995 в сопровождение издания альбома был издан сингл (на виниле и CD) «Baby It’s You», он содержал ещё три песни, записанные The Beatles для BBC, которые не были включены в альбом: «I’ll Follow the Sun» (авторы — Леннон и Маккартни), «Devil in Her Heart» (Drapkin) и «Boys» (Dixon/Farrell).

## Места в чартах и отзывы об альбоме
Альбом Live at the BBC достиг 3-го места в американском чарте альбомов Billboard 200, а в британском чарте альбомов UK Albums Chart достиг 1-го места. За год после выпуска альбом был продан по всему миру в количестве более 8 миллионов экземпляров.
Обозреватель американского журнала Time писал, что коллекция, представленная в альбоме, содержит «несколько погребённых и вновь открытых сокровищ», а «в качестве капсулы времени, коллекция целиком поистине бесценна». Другой обозреватель описывал альбом, как «то, что сто́ит послушать», пусть даже он «привлекателен как причудливое воспоминание», в котором The Beatles звучат «неряшливо и довольно банально». Энтони Декёртис, пишущий для журнала Rolling Stone, отзывался более доброжелательно, называя альбом «волнующим портретом группы в процессе формирования их собственного голоса и ви́дения», отмечая «неотразимый» дух и энергию выступлений.
Альбом был выдвинут на премию «Грэмми» в номинации «Лучший исторический альбом» (англ. Best Historical Album), но премию не получил.

## Список композиций
| №   | Название                                      | Автор(ы)                                                   | Ведущий вокал | Длительность |
| --- | --------------------------------------------- | ---------------------------------------------------------- | ------------- | ------------ |
| 1.  | «Beatle Greetings»                            | –                                                          | диалог        | 0:14         |
| 2.  | «From Us to You»                              | Леннон — Маккартни                                         | Джон и Пол    | 0:27         |
| 3.  | «Riding on a Bus»                             | –                                                          | диалог        | 0:54         |
| 4.  | «I Got a Woman»                               | Рэй Чарльз, Renald Richard                                 | Джон          | 2:48         |
| 5.  | «Too Much Monkey Business»                    | Чак Берри                                                  | Джон          | 2:06         |
| 6.  | «Keep Your Hands Off My Baby»                 | Джерри Гоффин, Кэрол Кинг                                  | Джон          | 2:30         |
| 7.  | «I’ll Be on My Way»                           | Леннон-Маккартни                                           | Пол и Джон    | 1:58         |
| 8.  | «Young Blood»                                 | Джерри Либер, Майк Столлер, Doc Pomus                      | Джордж        | 1:57         |
| 9.  | «A Shot of Rhythm and Blues»                  | Terry Thompson                                             | Джон          | 2:15         |
| 10. | «Sure to Fall (in Love with You)»             | Карл Перкинс, Quinton Claunch, Bill Cantrell               | Пол           | 2:08         |
| 11. | «Some Other Guy»                              | Либер, Столлер, Richard Barrett                            | Джон и Пол    | 2:01         |
| 12. | «Thank You Girl»                              | Леннон-Маккартни                                           | Джон и Пол    | 2:01         |
| 13. | «Sha La La La La!»                            | –                                                          | диалог        | 0:28         |
| 14. | «Baby It’s You»                               | Mack David, Бёрт Бакарак, "Barney Williams"                | Джон          | 2:44         |
| 15. | «That’s All Right, Mama»                      | Arthur Crudup                                              | Пол           | 2:54         |
| 16. | «Carol»                                       | Берри                                                      | Джон          | 2:35         |
| 17. | «Soldier of Love (Lay Down Your Arms)»        | Buzz Cason, Tony Moon                                      | Джон          | 2:00         |
| 18. | «A Little Rhyme»                              | –                                                          | диалог        | 0:26         |
| 19. | «Clarabella»                                  | Frank Pingatore                                            | Пол           | 2:39         |
| 20. | «I’m Gonna Sit Right Down and Cry (Over You)» | Joe Thomas, Howard Biggs                                   | Джон и Пол    | 2:01         |
| 21. | «Crying, Waiting, Hoping»                     | Бадди Холли                                                | Джордж        | 2:09         |
| 22. | «Dear Wack!»                                  | –                                                          | диалог        | 0:42         |
| 23. | «You’ve Really Got a Hold on Me»              | Смоки Робинсон                                             | Джон          | 2:37         |
| 24. | «To Know Her Is to Love Her»                  | Фил Спектор                                                | Джон          | 2:49         |
| 25. | «A Taste of Honey»                            | Bobby Scott, Ric Marlow                                    | Пол           | 1:57         |
| 26. | «Long Tall Sally»                             | Enotris Johnson, Ричард Пенниман, Robert "Bumps" Blackwell | Пол           | 1:53         |
| 27. | «I Saw Her Standing There»                    | Леннон-Маккартни                                           | Пол           | 2:32         |
| 28. | «The Honeymoon Song»                          | Микис Теодоракис, William Sansom                           | Пол           | 1:39         |
| 29. | «Johnny B. Goode»                             | Берри                                                      | Джон          | 2:51         |
| 30. | «Memphis, Tennessee»                          | Берри                                                      | Джон          | 2:13         |
| 31. | «Lucille»                                     | Albert Collins, Пенниман                                   | Пол           | 1:49         |
| 32. | «Can’t Buy Me Love»                           | Леннон-Маккартни                                           | Пол           | 2:06         |
| 33. | «From Fluff to You»                           | –                                                          | диалог        | 0:28         |
| 34. | «Till There Was You»                          | Meredith Willson                                           | Пол           | 2:13         |

| №   | Название                           | Автор(ы)                                                        | Ведущий вокал | Длительность |
| --- | ---------------------------------- | --------------------------------------------------------------- | ------------- | ------------ |
| 35. | «Crinsk Dee Night»                 | –                                                               | диалог        | 1:05         |
| 36. | «A Hard Day’s Night»               | Леннон-Маккартни                                                | Джон и Пол    | 2:24         |
| 37. | «Have a Banana!»                   | –                                                               | диалог        | 0:22         |
| 38. | «I Wanna Be Your Man»              | Леннон-Маккартни                                                | Ринго         | 2:09         |
| 39. | «Just a Rumour»                    | –                                                               | диалог        | 0:20         |
| 40. | «Roll Over Beethoven»              | Берри                                                           | Джордж        | 2:16         |
| 41. | «All My Loving»                    | Леннон-Маккартни                                                | Пол           | 2:04         |
| 42. | «Things We Said Today»             | Леннон-Маккартни                                                | Пол           | 2:18         |
| 43. | «She’s a Woman»                    | Леннон-Маккартни                                                | Пол           | 3:15         |
| 44. | «Sweet Little Sixteen»             | Берри                                                           | Джон          | 2:21         |
| 45. | «1822!»                            | –                                                               | диалог        | 0:10         |
| 46. | «Lonesome Tears in My Eyes»        | Johnny Burnette, Dorsey Burnette, Paul Burlison, Al Mortimer    | Джон          | 2:36         |
| 47. | «Nothin’ Shakin’»                  | Eddie Fontaine, Cirino Colacrai, Diane Lampert, John Gluck, Jr. | Джордж        | 2:59         |
| 48. | «Hippy Hippy Shake»                | Chan Romero                                                     | Пол           | 1:49         |
| 49. | «Glad All Over»                    | Aaron Schroeder, Sid Tepper, Roy Bennett                        | Джордж        | 1:52         |
| 50. | «I Just Don’t Understand»          | Marijohn Wilkin, Kent Westberry                                 | Джон          | 2:47         |
| 51. | «So How Come (No One Loves Me)»    | Boudleaux Bryant                                                | Джордж и Джон | 1:54         |
| 52. | «I Feel Fine»                      | Леннон-Маккартни                                                | Джон          | 2:13         |
| 53. | «I’m a Loser»                      | Леннон-Маккартни                                                | Джон          | 2:33         |
| 54. | «Everybody’s Trying to Be My Baby» | Перкинс                                                         | Джордж        | 2:21         |
| 55. | «Rock and Roll Music»              | Берри                                                           | Джон          | 2:01         |
| 56. | «Ticket to Ride»                   | Леннон-Маккартни                                                | Джон          | 2:56         |
| 57. | «Dizzy Miss Lizzy»                 | Ларри Уильямс                                                   | Джон          | 2:42         |
| 58. | «Kansas City/Hey-Hey-Hey-Hey!»     | Либер, Столлер / Пенниман                                       | Пол           | 2:37         |
| 59. | «Set Fire to That Lot!»            | –                                                               | диалог        | 0:28         |
| 60. | «Matchbox»                         | Перкинс                                                         | Ринго         | 1:57         |
| 61. | «I Forgot to Remember to Forget»   | Stan Kesler, Charlie Feathers                                   | Джордж        | 2:09         |
| 62. | «Love These Goon Shows!»           | –                                                               | диалог        | 0:27         |
| 63. | «I Got to Find My Baby»            | Питер Джо Клейтон                                               | Джон          | 1:56         |
| 64. | «Ooh! My Soul»                     | Пенниман                                                        | Пол           | 1:37         |
| 65. | «Ooh! My Arms»                     | –                                                               | диалог        | 0:36         |
| 66. | «Don’t Ever Change»                | Гоффин, Кинг                                                    | Джордж и Пол  | 2:03         |
| 67. | «Slow Down»                        | Ларри Уильямс                                                   | Джон          | 2:36         |
| 68. | «Honey Don’t»                      | Перкинс                                                         | Джон          | 2:11         |
| 69. | «Love Me Do»                       | Леннон-Маккартни                                                | Пол и Джон    | 2:30         |

## Радиопрограммы, в которых транслировались песни
В таблице перечислены название и дата трансляции радиопрограмм, в которых передавались треки (как песни, так и диалоги), а также дата записи треков для этой программы. Порядок перечисления — хронологический по дате радиотрансляции.
| Номер(а) треков               | Название радиопрограммы                         | Дата радиотрансляции | Дата записи     |
| ----------------------------- | ----------------------------------------------- | -------------------- | --------------- |
| 6                             | Saturday Club                                   | 26 января 1963       | 22 января 1963  |
| 8, 13, 14, 62, 63             | Pop Go The Beatles                              | 11 июня 1963         | 1 июня 1963     |
| 10                            | Pop Go The Beatles                              | 18 июня 1963         | 1 июня 1963     |
| 11, 12                        | Easy Beat                                       | 23 июня 1963         | 19 июня 1963    |
| 7                             | Side by Side                                    | 24 июня 1963         | 4 апреля 1963   |
| 15, 16, 17, 18, 19            | Pop Go The Beatles                              | 16 июля 1963         | 2 июля 1963     |
| 25, 44, 45, 46, 47, 51, 69    | Pop Go The Beatles                              | 23 июля 1963         | 10 июля 1963    |
| 30, 48, 59, 60                | Pop Go The Beatles                              | 30 июля 1963         | 10 июля 1963    |
| 20, 21, 24, 28, 58            | Pop Go The Beatles                              | 6 августа 1963       | 16 июля 1963    |
| 4, 26                         | Pop Go The Beatles                              | 13 августа 1963      | 16 июля 1963    |
| 49, 50, 67                    | Pop Go The Beatles                              | 20 августа 1963      | 16 июля 1963    |
| 22, 23                        | Saturday Club                                   | 24 августа 1963      | 30 июля 1963    |
| 9, 64, 65, 66                 | Pop Go The Beatles                              | 27 августа 1963      | 1 августа 1963  |
| 68                            | Pop Go The Beatles                              | 3 сентября 1963      | 1 августа 1963  |
| 5                             | Pop Go The Beatles                              | 10 сентября 1963     | 3 сентября 1963 |
| 31                            | Saturday Club                                   | 5 октября 1963       | 7 сентября 1963 |
| 27                            | Easy Beat                                       | 20 октября 1963      | 16 октября 1963 |
| 1                             | The Public Ear                                  | 3 ноября 1963        | 9 октября 1963  |
| 29                            | Saturday Club                                   | 15 февраля 1964      | 7 января 1964   |
| 2, 32, 33, 34, 38, 39, 40, 41 | From Us to You                                  | 30 марта 1964        | 28 февраля 1964 |
| 61                            | From Us to You                                  | 18 мая 1964          | 1 мая 1964      |
| 35, 36, 37, 42                | Top Gear                                        | 16 июля 1964         | 14 июля 1964    |
| 3, 43, 52, 53                 | Top Gear                                        | 26 ноября 1964       | 17 ноября 1964  |
| 54, 55                        | Saturday Club                                   | 26 декабря 1964      | 25 ноября 1964  |
| 56, 57                        | The Beatles Invite You to Take a Ticket to Ride | 6 июня 1965          | 26 мая 1965     |

## Участники записи
- Джон Леннон — вокал, ритм-гитара, губная гармоника
- Пол Маккартни — вокал, бас-гитара
- Джордж Харрисон — соло-гитара, вокал
- Ринго Старр — барабаны, вокал